# Flett Crags
Die Flett Crags sind Felsvorsprünge im ostantarktischen Coatsland. In der Shackleton Range ragen sie 8 km nördlich des Mount Wegener am Nordhang der Read Mountains auf.
Erste Luftaufnahmen fertigte die United States Navy im Jahr 1967 an. Der British Antarctic Survey nahm zwischen 1968 und 1971 Vermessungen vor. Das UK Antarctic Place-Names Committee benannte sie 1972 nach dem britischen Geologen John Smith Flett (1869–1947).